# Liste der Monuments historiques in La Fresnais
Die Liste der Monuments historiques in La Fresnais führt die Monuments historiques in der französischen Gemeinde La Fresnais auf.

## Liste der Bauwerke
| Bezeichnung              | Beschreibung | Standort | Kennzeichnung | Schutzstatus | Datum | Bild           |
| ------------------------ | ------------ | -------- | ------------- | ------------ | ----- | -------------- |
| Kirche St-Méen-Ste-Croix |              | (Lage)   | IA35002419    | Inscrit      | 2015  | weitere Bilder |

## Liste der Objekte
- Monuments historiques (Objekte) in La Fresnais in der Base Palissy des französischen Kultusministeriums